# 有頂天時代 (1936年の映画)
『有頂天時代』（うちょうてんじだい、原題・英語: Swing Time）は、1936年に製作・公開されたアメリカ合衆国の映画である。

## 概要
ジョージ・スティーヴンスが監督し、フレッド・アステアとジンジャー・ロジャースが主演した。アステアとロジャースの6作目の共演作である。
ジェローム・カーンが楽曲を提供している。

## キャスト
- ラッキー・ガーネット：フレッド・アステア（吹替：原田一夫）
- ペニー・キャロル：ジンジャー・ロジャース（吹替：平山淑子）
- ポップ・カルデッティ：ヴィクター・ムーア
- メイベル・アンダーソン：ヘレン・ブロデリック

## スタッフ
- 監督：ジョージ・スティーヴンス
- 製作：パンドロ・S・バーマン
- 脚色：ハワード・リンゼイ、アラン・スコット
- 音楽：ジェローム・カーン
- 撮影：デヴィッド・エイベル
- 編集：ヘンリー・バーマン
- 美術：ヴァン・ネスト・ポルグレイズ
- 衣裳：バーナード・ニューマン
- ダンス監督：ハーミズ・パン

## アカデミー賞受賞・ノミネーション
- 受賞
  - 歌曲賞：「今宵の君は」 ジェローム・カーン（作曲）、ドロシー・フィールズ（作詞）
- ノミネーション
  - ダンス監督賞：ハーミズ・パン

## 注
1. ↑  東京朝日新聞 昭和11年12月26日夕刊の広告（日比谷映画劇場、渋谷東横映画劇場、横浜宝塚劇場）
2. ↑  RKO Feature Film Ledger, 1929-51